# Spergo nipponensis
Spergo nipponensis é uma espécie de gastrópode do gênero Spergo, pertencente a família Raphitomidae.